# Campionati del mondo di ciclismo su strada 2012 - Gara in linea maschile Elite
La gara in linea maschile Elite dei Campionati del mondo di ciclismo su strada 2012 si svolse il 23 settembre nei Paesi Bassi, da Maastricht a Valkenburg, su un percorso di complessivi 269 km. Il belga Philippe Gilbert vinse la gara con il tempo di 6h10'41", precedendo il norvegese  Edvald Boasson Hagen e lo spagnolo Alejandro Valverde.

## Squadre e corridori partecipanti
| N.      | Cod. | Squadra               |
| ------- | ---- | --------------------- |
| 1-9     | GBR  | Gran Bretagna         |
| 10-18   | ESP  | Spagna                |
| 19-27   | ITA  | Italia                |
| 28-36   | BEL  | Belgio                |
| 37-45   | AUS  | Australia             |
| 46-54   | NLD  | Paesi Bassi           |
| 55-63   | USA  | Stati Uniti d'America |
| 64-67   | POR  | Portogallo            |
| 68-70   | NOR  | Norvegia              |
| 71-79   | FRA  | Francia               |
| 80-85   | SVK  | Slovacchia            |
| 86-92   | DEU  | Germania              |
| 93-98   | CHE  | Svizzera              |
| 99-105  | COL  | Colombia              |
| 106-109 | CAN  | Canada                |
| 110-116 | SLO  | Slovenia              |
| 117-122 | RUS  | Russia                |
| 123-128 | POL  | Polonia               |
| 129-132 | ARG  | Argentina             |
| 133-135 | RSA  | Sudafrica             |
| 136-141 | JPN  | Giappone              |
| 142-144 | VEN  | Venezuela             |
| 145-150 | UKR  | Ucraina               |
| 151     | BRA  | Brasile               |

| N.      | Cod. | Squadra         |
| ------- | ---- | --------------- |
| 152-158 | CZE  | Repubblica Ceca |
| 159-161 | AUT  | Austria         |
| 162-164 | KAZ  | Kazakistan      |
| 165     | ALG  | Algeria         |
| 166-168 | NZL  | Nuova Zelanda   |
| 169-171 | DNK  | Danimarca       |
| 172-174 | LTU  | Lituania        |
| 175-176 | MAS  | Malesia         |
| 177-178 | LAT  | Lettonia        |
| 179-181 | EST  | Estonia         |
| 182     | HKG  | Hong Kong       |
| 183-185 | SWE  | Svezia          |
| 186-188 | HRV  | Croazia         |
| 189-191 | LUX  | Lussemburgo     |
| 192     | SRB  | Serbia          |
| 193     | CRC  | Costa Rica      |
| 194     | CHI  | Cile            |
| 195     | HUN  | Ungheria        |
| 196     | MDA  | Moldavia        |
| 197-199 | BLR  | Bielorussia     |
| 200-202 | IRL  | Irlanda         |
| 203     | AZE  | Azerbaigian     |
| 204-206 | BUL  | Bulgaria        |
| 207     | URU  | Uruguay         |

## Ordine d'arrivo (Top 10)
| Pos. | Corridore            | Squadra     | Tempo    |
| ---- | -------------------- | ----------- | -------- |
| 1    | Philippe Gilbert     | Belgio      | 6h10'41" |
| 2    | Edvald Boasson Hagen | Norvegia    | a 4"     |
| 3    | Alejandro Valverde   | Spagna      | a 5"     |
| 4    | John Degenkolb       | Germania    | s.t.     |
| 5    | Lars Boom            | Paesi Bassi | s.t.     |
| 6    | Allan Davis          | Australia   | s.t.     |
| 7    | Thomas Voeckler      | Francia     | s.t.     |
| 8    | Ramūnas Navardauskas | Lituania    | s.t.     |
| 9    | Sergio Henao         | Colombia    | s.t.     |
| 10   | Óscar Freire         | Spagna      | s.t.     |